# 希拉里·考德威尔
希拉里·考德威尔（英語：Hilary Caldwell，1991年3月13日—）生于安大略省伦敦，是一名加拿大女子游泳运动员，主攻仰泳。希拉里·考德威尔在学会走路前便开始接触游泳，她六岁时在白石开始接受正式的训练。她的妹妹凯蒂同样也是一名游泳选手。希拉里曾参加过2012年和2016年两届奥运，其中在2016年里约奥运摘得女子200米仰泳的铜牌。她在2018年5月宣布退役，退役前她所参加的最后一场比赛是2018年英联邦运动会，当时她在女子200米仰泳项目中获得第5名。